# Inga Lindström: Mein falscher Verlobter
Mein falscher Verlobter ist ein deutscher Fernsehfilm von Ulli Baumann aus dem Jahr 2010. Er ist Bestandteil des ZDF-Herzkino-Sonntagsfilms und der 32. Film innerhalb der Inga-Lindström-Reihe. Die Hauptrollen sind mit Julia Stinshoff, Dietrich Mattausch, Ralf Bauer und Heikko Deutschmann besetzt.
Der Film wurde erstmals am 24. Januar 2010 im ZDF ausgestrahlt.

## Handlung
Die junge Nina Finndal muss sich als Hundesitterin über Wasser halten, weil ihre Stockholmer Galerie kurz vor der Pleite steht. Ihrem Vater, einem Admiral, mit dem sie seit dem Tod ihrer Mutter Probleme hat, will sie das nicht gestehen. Während Nina unter der Dusche steht, ruft ihre Schwester Laura an, um sie zum Geburtstag des Vaters einzuladen. Ninas schwuler Mitbewohner, der Friseur Lasse Hellström, nimmt ab und gibt sich kurzerhand als Ninas Verlobter aus. Daraufhin lädt Laura beide ein, woraufhin Nina den Schwindel eigentlich auffliegen lassen will, aber von Lasse überzeugt wird, die Situation zum finanziellen Vorteil ihrer Galerie zu nutzen.
In ihrem Elternhaus angekommen, spielen Nina und Lasse erst einmal erfolgreich ein glückliches Paar und Carl Finndal beginnt sich auch sehr gut mit seinem „Schwiegersohn“ zu verstehen, den er für einen erfolgreichen Arzt hält. In der Zwischenzeit trifft sich Nina oft mit dem benachbarten Bauern Jonas Jensson und beide verlieben sich langsam ineinander, jedoch erzählt Nina nichts von ihrer „Verlobung“ und verstrickt sich so immer mehr in Lügen. Aber nicht nur sie hat ein Geheimnis: Auch ihr Vater Carl, der heimlich in die italienische Köchin Antonella Vespucci verliebt ist, versucht diese davon abzuhalten, zurück nach Italien zu gehen, indem er heimlich einen kleinen Weinhang betreibt.
Auf Carls Geburtstagsfeier kommt es schließlich zum großen Knall: Als Jonas erfährt, dass Nina „verlobt“ ist, legt die junge Frau kurzerhand vor der versammelten Gästeschar alle Lügen offen, was ihr Vater ihr erst übel nimmt. Erst später versöhnen sie sich schließlich am Grab von Ninas Mutter. Am Ende kommen Nina und Jonas sowie Carl und Antonella zusammen, und nach einer finanziellen Unterstützung ihres Vaters läuft es auch in Ninas Galerie wieder gut.

## Produktion
Mein falscher Verlobter wurde vom 7. September bis 2. Oktober 2009 in Nyköping und Umgebung sowie Stockholm gedreht. Produziert wurde die Folge von der Bavaria Fernsehproduktion GmbH unter dem Arbeitstitel Die Tochter des Admirals. Der Film wurde einzeln und in verschiedenen Kollektionen auf DVD veröffentlicht.
Bei der erneuten Ausstrahlung am 30. Juni 2013 schalteten 5,58 Millionen Zuschauer ein, was einem Marktanteil von 17,2 % entsprach.

## Kritik
„Die Grundidee mag ja nicht sonderlich originell sein, aber gerade gemessen am üblichen Zuckerguss, den das ZDF auf seinem Sonntagssendeplatz verbreitet, ist die Handlung spritzig, witzig und verblüffend temporeich umgesetzt. Deshalb kann man auch leichten Herzens darüber hinwegsehen, dass man die einzelnen Teile der Geschichte schon vielfach gesehen hat.“

TV Spielfilm befand: „Natürlich funkt es nach Schema F, das aber erstaunlich launig und locker.“ Fazit: „Süßlich leichte Kost – ein Schwedenhäppchen“
Tilmann P. Gangloff von Tittelbach.tv stellte fest, dass der Film „eine komische, ungewöhnlich flott erzählte Romanze aus der ‚Inga Lindström‘-Reihe [sei], [der] mit Julia Stinshoff, Dietrich Mattausch, Ralf Bauer, Heikko Deutschmann und Irm Hermann überzeugend besetzt [sei]. Zwar [sei] die Figurenkonstellation aus dem Komödiensetzbaukasten, aber Sadlo spiel[e] gekonnt mit der Komödienkonstruktion“.